# Boteng
Boteng is een bestuurslaag in het regentschap Gresik van de provincie Oost-Java, Indonesië. Boteng telt 6115 inwoners (volkstelling 2010).